# NGC 3413
NGC 3413 (również PGC 32543 lub UGC 5960) – galaktyka spiralna (Scd), znajdująca się w gwiazdozbiorze Małego Lwa. Odkrył ją William Herschel 7 grudnia 1785 roku.